# 1085 Амариліс
1085 Амари́ліс (1927 QH, 1964 CL, A908 HB, A915 QA, A921 RC, 1085 Amaryllis) — астероїд головного поясу, відкритий 31 серпня 1927 року. Названий на честь роду рослин Амариліс.
Тіссеранів параметр щодо Юпітера — 3,187.